# Mindestumsatz
Als Mindestumsatz (englisch minimum sales) werden in der Wirtschaft allgemeine Vertragsbedingungen bezeichnet, wonach ein Wirtschaftssubjekt aus einem Vertrag seinem Vertragspartner einen bestimmten Umsatzerlös oder Ertrag erbringen muss.

## Allgemeines
Mindestumsätze gehören als Preisdifferenzierung zur Preispolitik von Unternehmen, weil hiermit ein höherer Stückpreis und Umsatzerlös erzielt werden kann als ohne Mindestumsatz. Unterschreitet der Kunde den Mindestumsatz, schuldet er dennoch den Mindestumsatz. Dies vermindert das Absatzrisiko des Unternehmens.
Beträgt beispielsweise der Stückpreis ohne Mindestumsatz 5 Euro, aber es wird ein Mindestumsatz von 30 Euro verlangt (was angenommen 4 Stück entspricht), so beträgt der Stückpreis beim Mindestumsatz 7,50 Euro. Werden höhere Umsätze als der Mindestumsatz erzielt, kann der Stückpreis auf 5 Euro sinken. Von einem bestimmten Mindestumsatz ab kann ein Preisnachlass (Mengenrabatt) gewährt werden, der nach der Umsatzgröße gestaffelt sein kann. Mindestumsatz und Mengenrabatt bedingen einander.

## Wirtschaftszweige
Regelungen über Mindestumsätze sind in vielen Wirtschaftszweigen weit verbreitet. Im Tourismus beispielsweise schreiben Reiseveranstalter im Rahmen ihrer Preispolitik in den Agenturverträgen Mindestumsätze vor oder machen die Durchführung einer Gruppen- oder Pauschalreise von der Erreichung einer Mindestteilnehmerzahl abhängig.
In der Telekommunikation können Mindestumsätze als Alternative zur Grundgebühr oder Flatrate eingesetzt werden.
Auch beim Franchising kann vertraglich ein Mindestumsatz festgelegt werden, den der Franchise-Nehmer erreichen muss. Der Take-or-Pay-Vertrag der Energie- und Abfallwirtschaft enthält ebenfalls Merkmale eines Mindestumsatzes.

## Kennzahlen
Bereits 1921 brachte Johann Friedrich Schär in der Handelsbetriebslehre eine Mindestumsatzformel heraus:
{\displaystyle MU={\frac {K_{f}}{HS-K_{f}}}}.
Der Mindestumsatz {\displaystyle MU} ergibt sich demnach aus der Gegenüberstellung der Fixkosten {\displaystyle K_{f}} mit den um die Handelsspanne {\displaystyle HS} verminderten variablen Kosten {\displaystyle K_{v}}. 
Für Unternehmen, die Mindestumsätze von ihren Kunden verlangen, gibt es allgemein drei verfeinerte betriebswirtschaftliche Kennzahlen:, den Mindestumsatz zur Deckung ausgabewirksamer Fixkosten {\displaystyle MU_{kf}}, den Mindestumsatz der Substanzerhaltung {\displaystyle MU_{S}} und den Mindestumsatz der Plangewinnerzielung {\displaystyle MU_{PG}}:
{\displaystyle MU_{kf}={\frac {ausgabewirksameK_{f}}{\text{DB in Prozent vom Umsatz}}}\cdot 100},
{\displaystyle MU_{S}={\frac {K_{f}}{\text{DB in Prozent vom Umsatz}}}\cdot 100} und
{\displaystyle MU_{PG}={\frac {K_{f}+Plangewinn}{\text{DB in Prozent vom Umsatz}}}\cdot 100}.
In allen Formeln ist der Deckungsbeitrag ({\displaystyle DB}) als Frühwarnindikator verarbeitet. Bei Mehrproduktunternehmen gibt es unendlich viele Preis-Mengen-Kombinationen, die den erforderlichen Mindestumsatz erbringen können, beim Einproduktunternehmen nur eine.

## Rechtsfragen
Zivilrecht
Bei Dauerschuldverhältnissen ist das Nicht-Erreichen beispielsweise eines dem Handelsvertreter vorgegebenen Mindestumsatzes allein noch kein wichtiger Grund zur außerordentlichen Kündigung.
Kartellrecht
Die Vorschriften des Kartellrechts über die Fusionskontrolle werden gemäß § 35 Abs. 1 GWB angewandt, wenn die beteiligten Unternehmen insgesamt weltweit Umsatzerlöse von mehr als 500 Millionen Euro und im Inland mindestens ein beteiligtes Unternehmen Umsatzerlöse von mehr als 50 Millionen Euro und ein anderes beteiligtes Unternehmen Umsatzerlöse von mehr als 17,5 Millionen Euro erzielt haben. Werden diese Mindestumsätze erzielt oder überschritten, gelten die Voraussetzungen des § 37 GWB. Hier wird der gesetzliche Mindestumsatz als Schwellenwert für die Geltung der Fusionskontrolle benutzt.

## Mindestverzehr
In der Gastronomie bedeutet Mindestverzehr (englisch minimum consumption) eine Lieferbedingung, wonach ein Gast mindestens einen bestimmten Geldbetrag für Getränke und/oder Speisen konsumieren muss. Wird ansonsten kein Eintrittsgeld erhoben, gilt der Mindestverzehr als verdecktes Eintrittsgeld. Der Mindestverzehr muss bei der ersten Bestellung eines Gastes erreicht werden. Als Mindestverzehr gelten auch Damengedeck/Herrengedeck oder Verzehrbon, sofern sie obligatorisch sind. Mindestverzehr kann es in Gaststätten, Bars und Clubs („Supper Clubs“ wie der Smoke am Broadway in Midtown Manhattan) auch in Kombination mit Eintrittsgeld geben. Häufig ist dort mit dem Mindestverzehr Livemusik verbunden.

## Wirtschaftliche Aspekte
Der Mindestumsatz gibt in der Betriebswirtschaftslehre an, wie hoch der Umsatzerlös eines Unternehmens zumindest sein muss, damit sowohl die mit diesem Mindestumsatz verbundenen variablen Kosten als auch die gesamten Fixkosten des Unternehmens gedeckt sind. Es hängt unter anderem von der Kostenstruktur ab, wann Kostendeckung erreicht wird. Der Mindestumsatz bringt die Kostendeckung der Gesamtkosten durch die Gesamterlöse zum Ausdruck und wird auch Gewinnschwelle (englisch break-even-Point) genannt. Wird er überschritten, entsteht ein Gewinn, wird er unterschritten, ein Verlust. Die Break-even-Analyse ermittelt in diesem Zusammenhang, mit welchem Absatzvolumen ein bestimmter Mindestumsatz und/oder Mindestgewinn erzielt wird.
Mindestumsätze verhindern zu kleine Losgrößen und vermeiden zu geringe Aufträge oder Bestellungen. Mengenrabatte sind ein Anreiz, der ähnlich wie ein Mindestumsatz funktioniert, jedoch auf Freiwilligkeit beruht. In den Genuss des Rabattes kommt nur, wer die Mindestmenge erwirbt. Das Gesetz vom abnehmenden Grenznutzen geht in diesem Zusammenhang davon aus, dass beim Konsum einer zusätzlichen Einheit eines Gutes der Grenznutzen geringer wird, wodurch die Zahlungsbereitschaft des Kunden für weitere Mengeneinheiten sinkt. Deshalb würde der Konsument bei einem mengenunabhängigen Preis weniger Einheiten als bei einem mengenabhängigen Preis erwerben.